# Lane Kirkland

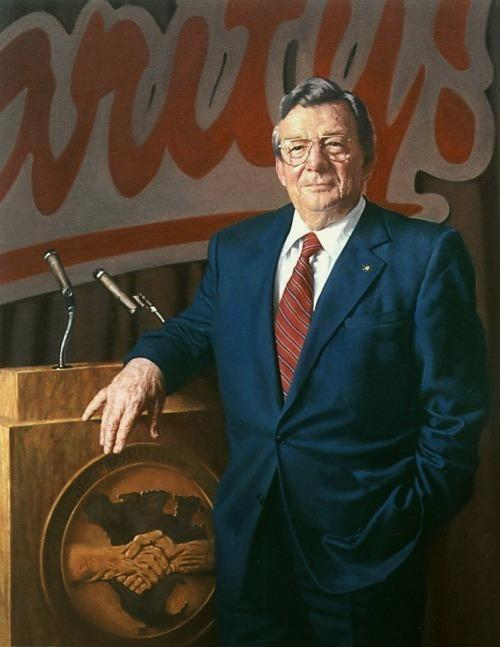
Lane Kirkland

Joseph Lane Kirkland (* 12. März 1922 in Camden, South Carolina; † 14. August 1999 in Washington, D.C.) war ein US-amerikanischer Gewerkschaftsfunktionär.

## Biografie
Kirkland trat 1948 als Wissenschaftlicher Mitarbeiter in der Dienst der Hauptverwaltung der American Federation of Labor (AFL). Als Gewerkschaftsfunktionär von Beginn an wurde er 1960 Verwaltungsassistent des damaligen Präsidenten der 1955 wiedervereinigten American Federation of Labor and Congress of Industrial Organizations (AFL-CIO), George Meany. 1969 stieg er zum geschäftsführenden Schatzmeister (Secretary-Treasurer) auf und nahm damit neben Meany die zweithöchste Funktion innerhalb der AFL-CIO ein.
Aufgrund seines hohen Ansehens sowohl bei den Gewerkschaftsmitgliedern als auch in den Reihen der Wirtschaftsmanager wurde er nach dem Rücktritt von Meany am 19. November 1979 zum Präsidenten der AFL-CIO gewählt.
Als bekennender Antikommunist verbrachte er einen Großteil seiner Zeit mit der Unterstützung der Demokratie und der Gewerkschaften in Polen, insbesondere der Solidarność in den 1980er-Jahren, aber auch in der Volksrepublik China, Kuba, Südafrika und Chile. Diese Anstrengungen führten jedoch zu einem Rückgang der Mitgliederzahlen und auch der Einfluss der Gewerkschaften während der Amtszeit von Präsident Ronald Reagan ging zurück. Letztlich sank der Anteil der gewerkschaftlich organisierten Arbeiter in dieser Zeit von 25 auf nur noch 15 Prozent.
Eine der Hauptaufgaben während seiner Amtszeit war aber auch die Wiedervereinigung der US-amerikanische Gewerkschaftsorganisationen unter dem Dachverband der AFL-CIO. Tatsächlich kam es schließlich 1990 zur Rückkehr der Fahrergewerkschaft (International Brotherhood of Teamsters), der Union der Bergleute (United Mine Workers), der Automobilarbeiterunion (United Auto Workers) sowie der Internationalen Union der Hafen- und Warenhausarbeiter der Westküste der Vereinigten Staaten (International Longshore and Warehousemen's Union of the West Coast) in die Gewerkschaftsföderation.
Als es zu Beginn des Jahres 1995 zu einer Konfrontation mit anderen Gewerkschaftsvorsitzenden wegen des sinkenden Einflusses der Gewerkschaften während seiner Amtszeit kam, versuchte er zunächst seine Wiederwahl als Präsident der AFL-CIO aufrechtzuerhalten. Einige Monate später erklärte er jedoch, dass er nicht erneut kandidieren würde, und trat im August 1995 zurück. Nachfolger als Präsident der AFL-CIO wurde John J. Sweeney.
Für seine Verdienste für die Gewerkschaftsarbeit und die Demokratie wurde er 1994 von Präsident Bill Clinton mit der Presidential Medal of Freedom ausgezeichnet. 1995 erhielt er außerdem den Freedom Award in der Kategorie „Freedom from Want“.
Im Rahmen des Fulbright-Programms wurde nach seinem Tode ein Lane-Kirkland-Stipendium ins Leben gerufen, das polnischen Studenten einen Austausch ermöglicht.